# Antoni Żmigrodzki
Antoni Aleksander Żmigrodzki (ur. 21 lipca 1895 w Żytomierzu, zm. 1 grudnia 1971 w Londynie) – polski dyplomata i urzędnik konsularny. 

## Życiorys
Syn Ludwika i Marii Oktawii Stefanii z d. Szostakowskiej. W 1913 ukończył szkołę realną w Odessie i podjął studia na Wydziale Mechanicznym Politechniki w Petersburgu (Императорский Санкт-Петербургский политехнический институт). W 1915 został powołany do rosyjskiego wojska. Po rewolucji bolszewickiej w 1918 wstąpił do Wojska Polskiego m.in. uczestnicząc w obronie Lwowa i wojnie polsko-bolszewickiej; zdemobilizowany w randze podporucznika artylerii (1921). Walczył w III powstaniu śląskim. Pracował jako urzędnik w Związku Polskich Organizacji Rolniczych (1922-1923) i sekretarz generalny w Zjednoczeniu Producentów Rolnych w Poznaniu (1923-1925). Studiował na Wydziale Prawno-Ekonomicznym Uniwersytetu Warszawskiego (1923-1925). Pełnił funkcję radcy handlowego w Poselstwie/Ambasadzie RP w Moskwie (1927-1936), radcy Departamentu Polityczno-Ekonomicznego MSZ (1936-1937), konsula generalnego w Mediolanie (1937-1940). Służył w Wojsku Polskim we Francji, w Centrum Wyszkolenia Artylerii w Coëtquidan (1940), następnie w Wielkiej Brytanii jako oficer w 1. dywizjonie artylerii ciężkiej I Korpusu Polskich Sił Zbrojnych (1940-1941). Pracował jako radca w Ambasadzie RP w Kujbyszewie (1941–1942), delegat Ambasady RP w Aszchabadzie (1941). Jednocześnie był delegatem dowódcy Armii Polskiej w ZSRR w Taszkencie i Aszchabadzie. Opiekował się uchodźcami polskimi w Persji i Indiach (1942-1943). Pracował w Wydziale Ustrojów Międzynarodowych MSZ w Londynie (1943-1945). Po zakończeniu wojny, pełnił funkcje dyrektora Biura Rady Polskich Stronnictw Politycznych (1946-1949), Biura Rady Narodowej RP (1949) i Biura Skarbu Narodowego (1949-1950). Był członkiem Instytutu Badań Spraw Międzynarodowych w Londynie. Pochowany na cmentarzu Streatham Park w Londynie.